# Pakicetidae
Die Pakicetidae sind eine Gruppe ausgestorbener früher Vertreter der Wale, die noch Gliedmaßen hatten, die ihnen das Leben an Land ermöglichten. Sie lebten im Eozän in Südasien und ermöglichen wichtige Rückschlüsse auf die Evolution. Es sind drei Gattungen bekannt: Pakicetus, Nalacetus und Ichthyolestes.
Siehe auch: Basilosaurus, Ambulocetidae, Dorudontidae

## Allgemeines
Die Pakicetidae ähnelten einander stark im Körperbau und waren etwa fuchs- bis wolfsgroße Tiere, die äußerlich noch wenig Ähnlichkeiten zu den heutigen Walen erkennen ließen. Sie besaßen vier säugetiertypische Gliedmaßen, die für eine Fortbewegung an Land geeignet waren. Einige Anpassungen zeigten aber, dass die Tiere zumindest zeitweise im flachen Wasser gelebt haben könnten, etwa eine Verdickung der Knochen, was den Auftrieb verringert haben könnte. Die Augenhöhlen waren hoch oben am Kopf, die Nasenlöcher befanden sich über den Schneidezähnen. Die Zugehörigkeit zu den Walen lässt sich am Bau der Ohren, der Schädelhöhle und der Backenzähne (in der Anordnung der Höcker) erkennen.
Die Pakicetidae lebten im Eozän vor etwa 50 Millionen Jahren. Fossilfunde sind aus Pakistan und Indien bekannt, und man vermutet, dass in dieser Region die Entwicklung der Wale stattfand.

## Systematik
Abgesehen vom schlecht erhaltenen Himalayacetus sind die Pakicetidae die ältesten Funde der Wale. Später entstandene Gruppen wie die Ambulocetidae, Rodhocetus oder die Remingtonocetidae lassen schon deutlich stärkere Anpassungen an das Wasserleben erkennen.

## Bedeutung für die Forschung
Die Entdeckung der Pakicetidae hat dazu beigetragen, die Verwandtschaftsverhältnisse der Wale besser zu erforschen. Eine früher manchmal vermutete Abstammung der Wale von den Mesonychia konnte widerlegt werden. Vielmehr ließ sich erkennen, dass die frühen Wale noch ein Sprunggelenk mit einer doppelt gerollten Gelenkfläche aufwiesen. Dieses Merkmal galt bislang als Exklusivmerkmal der Paarhufer, somit konnte die enge Verwandtschaft beider Taxa morphologisch untermauert werden. Molekulargenetische Untersuchungen hatten schon früher diese enge Verwandtschaft aufgezeigt, nach der heute gängigsten Theorie werden Paarhufer und Wale als Cetartiodactyla zusammengefasst, da einige Paarhufer wie die Flusspferde näher mit den Walen als mit den übrigen Säugetieren verwandt sind.